# Initiative populaire « en faveur de la culture »
L'initiative populaire « en faveur de la culture » est une initiative populaire suisse, rejetée par le peuple et les cantons le 28 septembre 1986.

## Contenu
L'initiative propose d'ajouter un article 27septies à la Constitution fédérale pour encourager la création culturelle et préserver le patrimoine culturel en préservant la pluralité du pays. Pour ce faire, l'initiative demande qu'un pour cent des dépenses totales de la Confédération soit réservés à la culture.
Le texte complet de l'initiative peut être consulté sur le site de la Chancellerie fédérale.

## Déroulement

### Contexte historique
Dès la création de l'État fédéral de 1848, la culture fait partie des préoccupations fédérales avec la création du musée national suisse en 1890, puis de la bibliothèque nationale suisse en 1894. Sur le plan législatif, une mesure de protection des monuments entre en vigueur 1886 ; l'année suivante, un arrêté fédéral concernant l'encouragement et le développement de l'art suisse est pris.
Sur le plan constitutionnel, plusieurs mesures sont introduites entre la fin des années 1950 et le début des années 1960 : encouragement de la production cinématographique indigène le 6 juillet 1958, protection des biens culturels en cas de conflits le 24 mai 1959 et de la nature et du paysage le 27 mai 1962. Dans les années 1970, la Confédération renforce l'assise financière des fondations culturelles telles que Pro Helvetia. Il n'existe cependant aucun article dans la Constitution qui définisse clairement l'importance de la culture au niveau fédéral.
C'est ce manque qui est mis en avant par les promoteurs de cette initiative qui doit, selon eux, « insérer dans la constitution un article dont la teneur soit claire et juridiquement précise et qui oblige la Confédération à œuvrer pour la culture ».

### Récolte des signatures et dépôt de l'initiative
La récolte des 100 000 signatures nécessaires a débuté le 5 février 1980. Le 11 août de l'année suivante, l'initiative a été déposée à la Chancellerie fédérale qui l'a déclarée valide le 9 septembre.

### Discussions et recommandations des autorités
Le parlement et par le Conseil fédéral ont recommandé le rejet de cette initiative. Dans son messages aux Chambres fédérales, le gouvernement met en avant plusieurs critiques formulées lors du processus de consultation : une trop grande centralisation allant contre la souveraineté des cantons dans le domaine culturel ainsi qu'une rigidité trop importante dans la définition du 1 % culturel.
Le Conseil fédéral reconnaît cependant que la culture « joue un rôle de plus en plus important dans la vie publique et privée et nécessite donc une meilleure aide de l'État ». Il propose donc un contre-projet direct faisant de la culture une composante de la politique fédérale et donnant à la Confédération la possibilité de prendre des mesures ou de soutenir les mesures cantonales dans ce domaine.

### Votation
Soumise à la votation le 26 septembre 1986, l'initiative est refusée par la totalité des 20 6/2 cantons et par 81,9 % des suffrages exprimés. Le tableau ci-dessous détaille les résultats par cantons :